# Jeanne de Luxembourg-Saint-Pol
Jeanne de Luxembourg-Saint-Pol, känd som Demoiselle de Luxembourg, född på 1300-talet, död 18 september 1430 i Avignon, var regerande grevinna av Saint-Pol och Ligny under år 1430. 
Hon var dotter till Guy av Luxembourg, greve av Ligny, och Mahaut av Châtillon, grevinna av Saint-Pol. Hon gifte sig aldrig och fick inga barn och var därför känd som demoiselle. 
Den 14 augusti 1430 avled hennes systersonson Filip I, hertig av Brabant. Hon var hans närmaste överlevande släkting på Saint-Pol-sidan av släkten och ärvde därför titlarna greve av Saint-Pol och Ligny, med tillhörande domäner. Hon var vid den tidpunkten gammal och bodde hos sin favoritnevö, Jean, herre av Beaurevoir, på slottet med samma namn. 
Hon är främst känd för den roll hon spelade i historien om Jeanne d'Arc, som detta år tillfångatogs och sedan hölls fången hos hennes nevö. Han fick ett erbjudande från engelsmännen, som ville köpa henne. Jeanne d'Arc uppgav själv under sin rättegång att demoiselle de Luxembourg hade visat henne stor vänlighet och bett sin nevö att inte överlämna fången till engelsmännen. Hon ska även ha lovat sin nevö att han skulle få ärva hennes domäner om han avstod från att göra det. Han avstod från att utlämna Jeanne d'Arc så länge demoiselle levde.
Hon avled dock samma år, varefter arvet delades mellan hennes äldste systerson och Jean av Beaurevoir. Efter hennes död accepterade Jean av Beaurevoir slutligen engelsmännens erbjudande och utlämnade Jeanne d'Arc till dem. 